# آرت‌ریو: آرت‌پاپ بال
آرت‌ریو: آرت‌پاپ بال (انگلیسی: ArtRave: The Artpop Ball) چهارمین تور کنسرت توسط خواننده آمریکایی لیدی گاگا برای پشتیبانی از سومین آلبوم استودیویی خود، آرت‌پاپ (۲۰۱۳) بود. این تور از ۴ مه ۲۰۱۴ تا ۲۴ نوامبر ۲۰۱۴ برگزار شد. تاریخ تور شامل شهرهایی بود که گاگا نمایش‌های قبلی تور بورن دیس وای بال را پس از آسیب دیدگی در مفصل ران لغو کرده بود.